# 점원들
《점원들》(영어: Clerks)은 1994년 개봉한 미국의 흑백 코미디 영화이다.
2006년 《점원들 2》이 개봉하였다.
2019년 미국 의회도서관에 의해 문화적으로, 역사적으로, 미적으로 중요함을 인정받아 미국 국립영화등기부에 선정, 등재되었다.

## 줄거리
뉴저지주 편의점 점원인 단테이는 쉬는 날에 오전 근무 점원을 대신하게 된다. 단테이는 근무 도중 전 여자친구 줄리가 사망했다는 소식을 듣고 옆 비디오 대여 가게 직원인 절친 랜들과 조문을 다녀온다.
곧 단테이는 다른 남자와 바람을 피워서 헤어졌던 또 다른 전 여자친구 케이틀린이 약혼을 했다가 깨졌다는 걸 알게 된다. 단테이는 현 여자친구 버로니카와의 관계를 계속 추구할지 케이틀린과 재결합을 모색할지를 놓고 고민하기 시작한다.

## 출연
- 브라이언 오핼러런 - 단테이 힉스 역
- 제프 앤더슨 - 랜들 그레이브스 역
- 매릴린 지글리오티 - 버로니카 로크런 역
- 리사 스푸나워 - 케이틀린 브리 역
- 제이슨 뮤스 - 제이 역
- 케빈 스미스 - 사일런트 밥 역
- 조이 로런 애덤스 - 얼리사 존스 역 (목소리, 2004년 특별판)